# Escudo de armas de Arequipa
El Escudo de armas de la ciudad de Arequipa (Perú) fue otorgado por el rey Carlos I de España mediante Real Cédula del 7 de octubre de 1541.
La Real Cédula señalaba lo siguiente haciendo una descripción del escudo que otorgaba:

Y por la presente hacemos merced y queremos y mandamos que ahora y de aquí adelante la dicha Ciudad de Arequipa haya y tenga por sus armas conocidas un Escudo que en lo bajo de él esté un Río y sobre él un mogote del cual salgan unos humos a manera de volcán, y a los lados del cerro mogote, de una parte, y de la otra; estén unos árboles verdes y encima de ellos dos leones de oro, de una parte, y el otro de la otra; todo ello en campo colorado; y por orla ocho flores de lis y de oro en campo azul, y por timbre un yelmo cerrado; y por divisa un grifo con una bandera en las manos en la cual estará escrito las letras del nombre de Mi el Rey; con sus trascoles y dependencias y follajes de azul y oro según que aquí van figurados y pintados; las cuales dichas armas damos a la dicha Ciudad de Arequipa por sus Armas y Divisa, etc.

Desde ese momento, hasta la fecha, el escudo de armas ha sido de uso continuo en la ciudad. 
- Datos: Q5838411